# نبوکو تسوچیورا
نوبوکو تسوچیورا ((به ژاپنی: 土浦信子)؛ ۱۹۰۰–۱۹۹۸) اولین معمار زن در ژاپن بود.
او همسر کامکی تسوچیورا، معماربود و تحت نظر فرانک لوید رایت آموزش دید. این زوج با رایت در طراحی هتل ایمپریال، توکیو همکاری کردند. آن دو با رایت به ایالات متحده بازگشتند و به مدت دو سال به عنوان نقشه‌کش برای او کار کردند. پس از بازگشت به ژاپن در سال ۱۹۲۹، آنها شرکت معماری خود را تأسیس کردند. این شرکت علاوه بر طراحی خانه، مبلمان نیز طراحی می‌کرد. با این حال، آثار او همیشه به نام شوهرش ارائه می‌شد، نه نام خودش. در سال ۱۹۳۷، او باشگاه عکس بانوان را تأسیس کرد. در ژاپن آن زمان عکاسی برای زنان نسبت به معماری فعالیت مناسب تری انگاشته می‌شد.
نبوکو اوگاوا و آتسکو تاناکا کتاب نبو کوچک بزرگ، معمار زن شاگرد فرانک لوید رایت، نوبوکو سوچیورا را در بارۀ او منتشر کرده‌اند.
پس از پایان تحصیلات در دانشگاه و آموختن از رایت در ایالات متحده، طرح‌ها و نقشه‌های ساختمانی آنها در نمایشگاهی در موزه معماری ادو-توکیو در پارک کوگانی در توکیو به نمایش گذاشته شد. بیشتر آثار آنها در سبک رایت بودند. بعدها آنها سبک خود را به سبک جدید بین‌المللی که از اروپا آمده بود، نزدیک کردند.